# ジョン・バーク (初代メイヨー伯爵)
初代メイヨー伯爵ジョン・バーク（英語: John Bourke, 1st Earl of Mayo、1700年頃 – 1790年12月2日）は、アイルランド王国の貴族、政治家。

## 生涯
リチャード・バーク（Richard Bourke、1727年没）とキャサリン・ミンチン（Catharine Minchin、チャールズ・ミンチンの娘）の息子として、1700年ごろに生まれた。1718年8月4日、ダブリン大学トリニティ・カレッジに入学した。1751年に従兄弟のセオバルド・バーク（Theobald Bourke）が死去すると、家族の財産を継承した。
1726年、メアリー・ディーン（Mary Deane、1774年7月21日没、ジョセフ・ディーンの娘）と結婚、6男7女をもうけた。
- ジョン（1729年頃 – 1792年4月20日） - 第2代メイヨー伯爵[1]
- ジョセフ・ディーン（英語版）（1736年 – 1794年8月17日） - 第3代メイヨー伯爵[1]
- リチャード
- トマス（1774年3月19日没） - 子供なし
- キャサリン（1841年没）
- エリザベス
- マーガレット（1789年以前没） - 1760年9月26日以降、第8代準男爵トマス・ニューコメンと結婚[2]
- イリナ（Eleanor）

1727年から1760年までネイス選挙区の、1761年から1768年までオールド・ロックリン選挙区の、1769年から1776年までネイス選挙区の代表としてアイルランド庶民院議員を務めた後、1776年8月1日にアイルランド貴族であるキルデア県のネイスのネイス男爵に叙され、1777年10月14日にアイルランド貴族院議員に正式に就任した。アイルランド枢密院の枢密顧問官にも任命され、1749年よりアイルランド歳入長官（First Commissioner of Revenue）を務めた後、1780年12月20日に辞任して1,033ポンドの年金を与えられた。1781年1月13日にメイヨー県のモニクロワーのメイヨー子爵に叙され、同年12月4日にメイヨー子爵としてアイルランド貴族院議員に就任した。1785年6月24日にメイヨー県伯爵に叙された（メイヨー県伯爵は通常は「メイヨー伯爵」と呼称される）。
1790年12月2日に死去、長男ジョンが爵位を継承した。